# Писия
Писиите (Platichthys flesus) са вид лъчеперки от семейство Писиеви (Pleuronectidae).
Срещат се край бреговете на Европа от Бяло море на север до Черно и Средиземно море на юг, като предпочитат тинести дъна от брега до дълбочина около 50 m. Те са плоски риби с овална форма, като очите им обикновено са разположени от дясната страна на тялото. На дължина достигат обикновено 25 – 30 cm, но са известни и екземпляри с дължина 50 cm. Хранят се с безгръбначни, най-вече ракообразни, червеи и мекотели.